# Birgitta Östenberg
Olga Birgitta Östenberg (senare Nilsson), född 14 januari 1930, död 6 juni 2012 i Perstorp, var en svensk friidrottare.
Östenberg tävlade för Hässleholms AIS och tog flera medaljer i SM i grenarna slungbollskastning, diskus och spjut. 
Hon är gravsatt i minneslunden på Hoppets kyrkogård i Perstorp.